# Bachelor in Paradise
Bachelor in Paradise is een Amerikaanse filmkomedie uit 1961 onder regie van Jack Arnold.

## Verhaal
Adam J. Niles is de auteur van een boekenreeks, waarin hij het liefdesleven beschrijft van een vrijgezel in verschillende wereldsteden. Als hij een fikse belastingaanslag krijgt, moet hij vlug een nieuwe succesroman schrijven. Zijn uitgever denkt dat hij veel geld kan verdienen met een boek over het leven in de Amerikaanse voorsteden. Hij neemt daarom een schuilnaam aan en vestigt zich in een buitenwijk in Californië. Als vrijgezel in een buurt vol eenzame huisvrouwen haalt hij zich al gauw de woede van hun echtgenoten op de hals.

## Rolverdeling
| Acteur             | Personage         |
| ------------------ | ----------------- |
| Bob Hope           | Adam J. Niles     |
| Lana Turner        | Rosemary Howard   |
| Janis Paige        | Dolores Jynson    |
| Jim Hutton         | Larry Delavane    |
| Paula Prentiss     | Linda Delavane    |
| Don Porter         | Thomas W. Jynson  |
| Virginia Grey      | Camille Quinlaw   |
| Agnes Moorehead    | Rechter Peterson  |
| Florence Sundstrom | Mevrouw Pickering |
| John McGiver       | Austin Palfrey    |
| Clinton Sundberg   | Rodney Jones      |
| Alan Hewitt        | Meester Backett   |
| Reta Shaw          | Mevrouw Brown     |